# Lamina ulva
Lamina ulva är en spindelart som beskrevs av Forster 1970. Lamina ulva ingår i släktet Lamina och familjen Desidae. Inga underarter finns listade i Catalogue of Life.